# Alborada Jaltenco
Alborada Jaltenco är en mindre stad i Mexiko, tillhörande kommunen Jaltenco i delstaten Mexiko. Alborada Jaltenco ligger i den centrala delen av landet och tillhör Mexico Citys storstadsområde. Staden hade 15 235 invånare vid folkmätningen 2010 och är den största orten befolkningsmässigt i kommunen.